# Рябковые
Рябко́вые (лат. Pteroclidae) — семейство птиц, единственное в отряде рябкообра́зных (Pteroclidiformes). К ним относят 16 видов, которые распространены в засушливых степях и полупустынях Евразии и Африки. Представители этого семейства весьма похожи между собой по внешнему виду и поведению. Являются объектом охоты.

## Происхождение
Филогенетическое происхождение и таксономическое положение рябковых долгое время оставались спорными. Иногда по ряду общих признаков они причислялись к отрядам курообразных, голубеобразных, ржанкообразных или аистообразных. Однако рябковые настолько отличаются, например, от курообразных, что они стали выделяться в самостоятельный отряд, составляющий своего рода переход между курообразными и голубеобразными.

## Внешний вид и строение
Рябковые — птицы средней величины, которая варьирует от размера куропатки до размера голубя. Длина тела составляет 23—40 см, а масса — от 200 до 600 г. По общему облику напоминают голубей, имеют короткую шею, маленькую голову и короткий клюв, ноздри на котором прикрыты кожистой складкой (восковица отсутствует), низкие короткопалые ноги с высоко прикреплённым рудиментарным или совершенно отсутствующим задним пальцем, острые, длинные крылья, приспособленные к быстрому полёту, и длинный закруглённый или ступенчатый хвост. Оперены не только туловище, но и цевка спереди, а у садж даже пальцы на ногах. Оперение плотное и густое, кожа тонкая. Первостепенных маховых 11, из которых первое рудиментарное, а второе самое длинное. Рулевых обычно 16, реже 14 или 18. Средние рулевые удлинены. Пухом покрыты как птерилии, так и аптерии.
Окраска буровато-жёлтая, пёстрая с вариациями от бурой до зеленоватой. Наиболее распространены, однако, рябковые песочного цвета или рыжеватых тонов с чёрными линиями или мазками.
Скелет сильно пневматизирован. Череп схизогнатического голоринального типа. В нём отсутствует сошник, нёбные кости разделены, и имеются базиптеригоидные отростки. Крупный зоб имеет боковые выступы, складки его слизистой оболочки развиты слабее, чем у голубей. Хорошо развиты мускульный желудок и слепые отростки кишечника. Жёлчный пузырь присутствует. Копчиковая железа рудиментарная, не оперена.

## Образ жизни

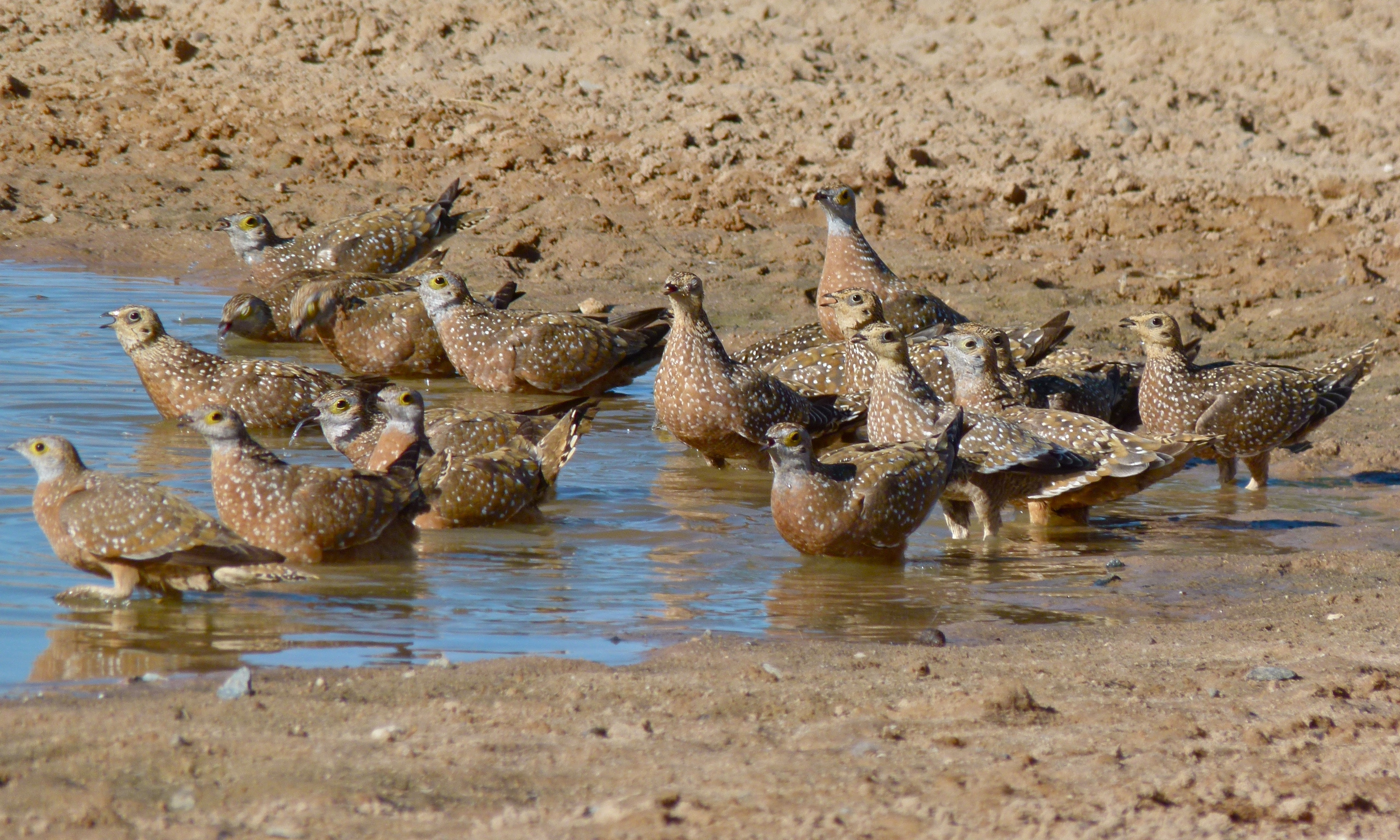
Стая пятнистых рябков на водопое

Все рябковые прекрасно летают (скорость полёта около 65 км/ч), хорошо ходят и быстро бегают, часто перебирая ногами. Никогда не садятся на деревья, держась на земле стаями. В случае опасности рябковые прижимаются к земле, становясь совершенно незаметными для глаз охотника.
Питаются семенами и вегетативными органами растений, реже поедают насекомых. Один—два раза в день летают на водопой небольшими группами или крупными стаями. При этом расстояния перелётов могут достигать 60—80 км, а маршруты и места водопоев постоянны К воде подходят пешком или садятся сразу на мелководье, могут пить в полёте, зависая над водой. Пьют, всасывая воду и совершая при этом до 44 глотков. В отличие от голубей, периодически поднимают голову для заглатывания.

## Размножение
Для гнездования разбиваются на пары. Гнёздами служат простые углубления в почве.
Кладка состоит из 3—4 жёлто-серых, покрытых темными пятнышками яиц, которые, как сами птицы, уже на небольшом расстоянии совершенно неотличимы от общего фона окружающей почвы. Насиживают яйца оба пола. Птенцы вылупляются зрячими, покрытыми густым пухом. Родители их кормят отрыжкой из зоба, а в безводных местах летают на водопои и приносят воду птенцам в зобу или намокших перьях брюшка.

## Распространение
Рябковые предпочитают степные и пустынные регионы Южной и юго-западной Европы, Азии и Северной Африки, однако не привязаны исключительно к ним. Мадагаскарский рябок населяет зелёные холмистые местности Мадагаскара, а сенегальский рябок держится вблизи водоёмов.

## Классификация
В настоящее время рябковые представляют собой самостоятельный отряд и семейство, в котором состоят 16 видов в двух родах:
- Саджи (Syrrhaptes)
  - Обыкновенная саджа (S. paradoxus)
  - Тибетская саджа (S. tibetanus)
- Рябки (Pterocles)
  - Pterocles alchata — Белобрюхий рябок
  - Pterocles bicinctus — Ночной рябок
  - Pterocles burchelli — Пятнистый рябок
  - Pterocles coronatus — Рыжешапочный рябок
  - Pterocles decoratus — Чернолицый рябок
  - Pterocles exustus — Сенегальский рябок
  - Pterocles indicus — Полосатый рябок
  - Pterocles gutturalis — Желтогорлый рябок
  - Pterocles lichtensteinii — Рябок Лихтенштейна
  - Pterocles namaqua — Южноафриканский рябок
  - Pterocles orientalis — Чернобрюхий рябок
  - Pterocles personatus — Мадагаскарский рябок
  - Pterocles quadricinctus — Четырёхполосый рябок
  - Pterocles senegallus — Пустынный рябок

Ранее семейство считалось подотрядом (Pterocletes) в отряде голубеобразных птиц. При этом тибетскую саджу (S. tibetanus) выделяли в отдельный род, а среди рябков различали несколько меньшее число видов (12 вместо 14).
На территории бывшего СССР встречаются два вида рябков, живущих в Южном Казахстане и Средней Азии: белобрюхий рябок (P. alchata), предпочитающий песчаные пустыни, и чернобрюхий рябок (P. orientalis), обитающий в щебнистых предгорьях. Оба этих вида перелётны.

## Генетика
Молекулярная генетика
- Депонированные нуклеотидные последовательности в базе данных EntrezNucleotide, GenBank, NCBI, США: 103 852 (по состоянию на 14 марта 2015).
- Депонированные последовательности белков в базе данных EntrezProtein, GenBank, NCBI, США: 27 294 (по состоянию на 14 марта 2015).

Бо́льшая часть депонированных последовательностей принадлежит желтогорлому рябку (P. gutturalis) — генетически наиболее изученному представителю отряда рябкообразных.
Геномика
В 2014 году было выполнено секвенирование полной геномной последовательности представителя отряда — желтогорлого рябка (P. gutturalis). Благодаря относительно хорошему качеству сборки генома P. gutturalis, вид имеет важное значение в сравнительной геномике для выяснения эволюции птичьих геномов.